# 席德·米德
席德·米德（英語：Syd Mead，1933年7月18日—2019年12月30日），全名西德尼·杰·米德（Sydney Jay Mead），是美国工业设计师、概念藝術家。他为科幻电影所作的设计中最著名的是他于《银翼杀手》、《异形》和《电子世界争霸战》中的工作。对于他的工作，他曾发表评论称：“我将科幻称为‘超过预定的真实’。”

## 曾参与制作的作品

### 电影
- 星际旅行：无限太空 Star Trek: The Motion Picture （1979年）
- 电子世界争霸战 Tron （1982年）
- 银翼杀手 Blade Runner （1982年）
- Deal Of The Century （1982年）
- 2010年 2010 （1984年）
- Grid （1983年）
- 异形2 Aliens （1985年）
- 霹雳五号 Short Circuit （1985年）
- Princess Of Mars （1985年）
- Cyberforce （1986年）
- Escort （1986年）
- Isobar （1988年）
- 从太阳出击 Crisis 2050 （1988年）
- 末世纪暴潮 Strange Days （1995年）
- Timecop（英语：Timecop） （1994年）
- Forbidden Planet （1993年）
- Sandblast （1994年）
- Be Littled （1996年）
- 火星任务 Mission To Mars （1997年）
- A Sound Of Thunder（英语：A Sound Of Thunder） （2004年）
- 逃出克隆岛 The Island （2005年）
- 绝密飞行 Stealth （2005年）
- 碟中谍3 Mission Impossoble III （2006年）
- 2012 (电影) 2012 （2007年）
- 极乐空间 （2013年）

### 动画
- ∀鋼彈
- 飞出个未来
- 大和号2520

## 引用
1. ↑  Matt Fowler. . IGN. 2019-12-31  [2019-12-31]. （原始内容存档于2019-12-30） （英语）.
2. ↑  Cathcart, Rebecca. . Nytimes.com. 2008-05-22  [2011-07-20]. （原始内容存档于2022-05-13）.